# Oberost-Mark

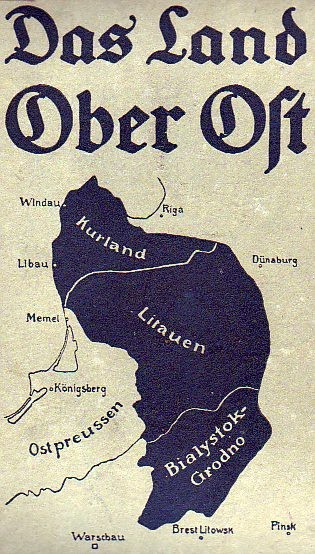
Das ursprüngliche Geltungsgebiet

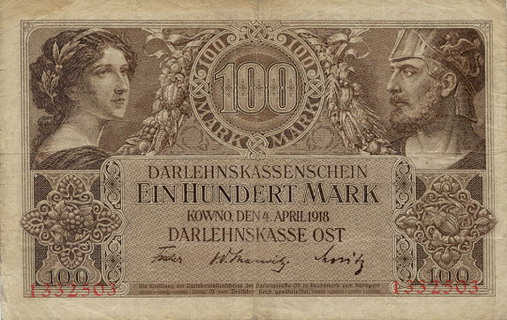
Schein 100 Oberost-Mark, Vorderseite

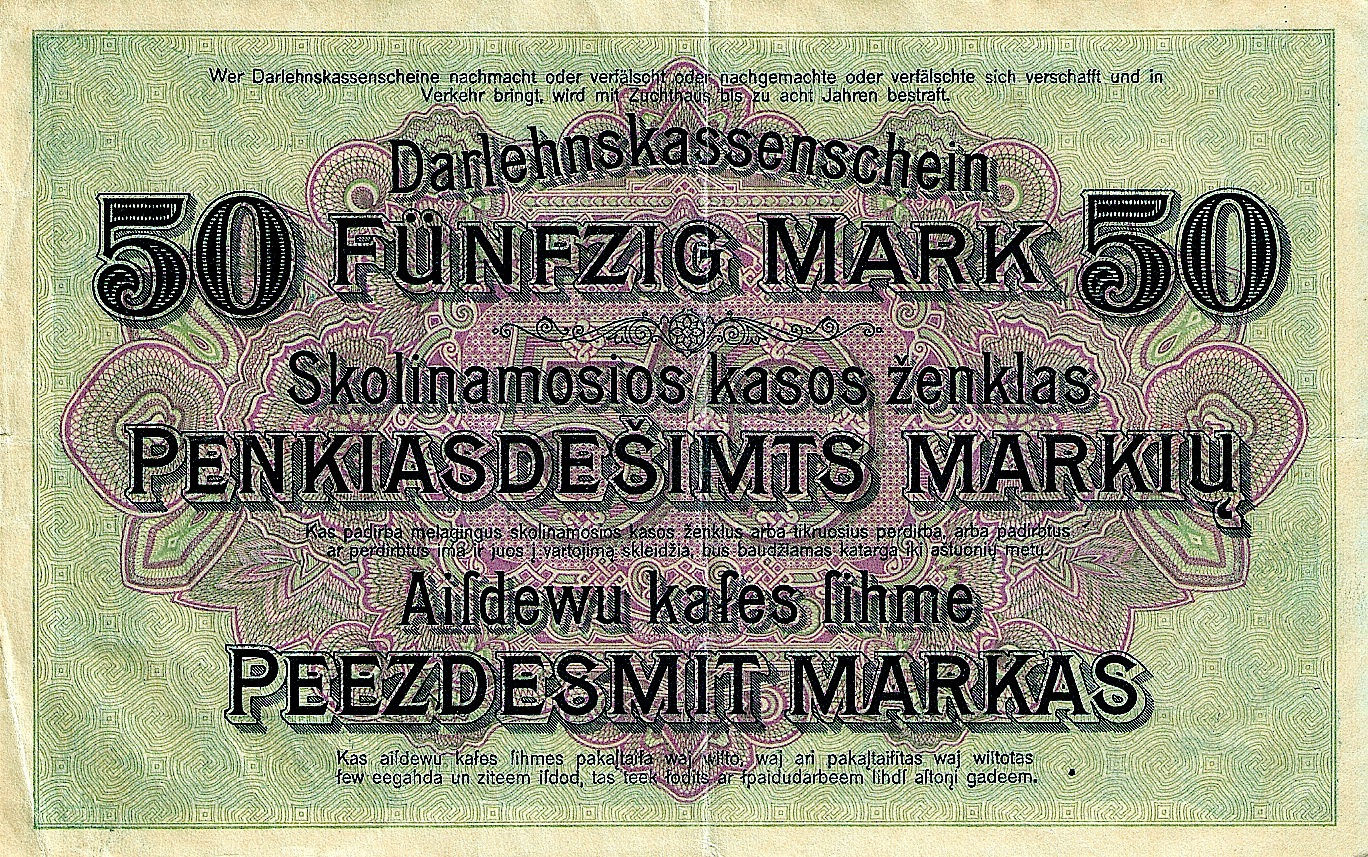
Schein 50 Oberost-Mark, Rückseite

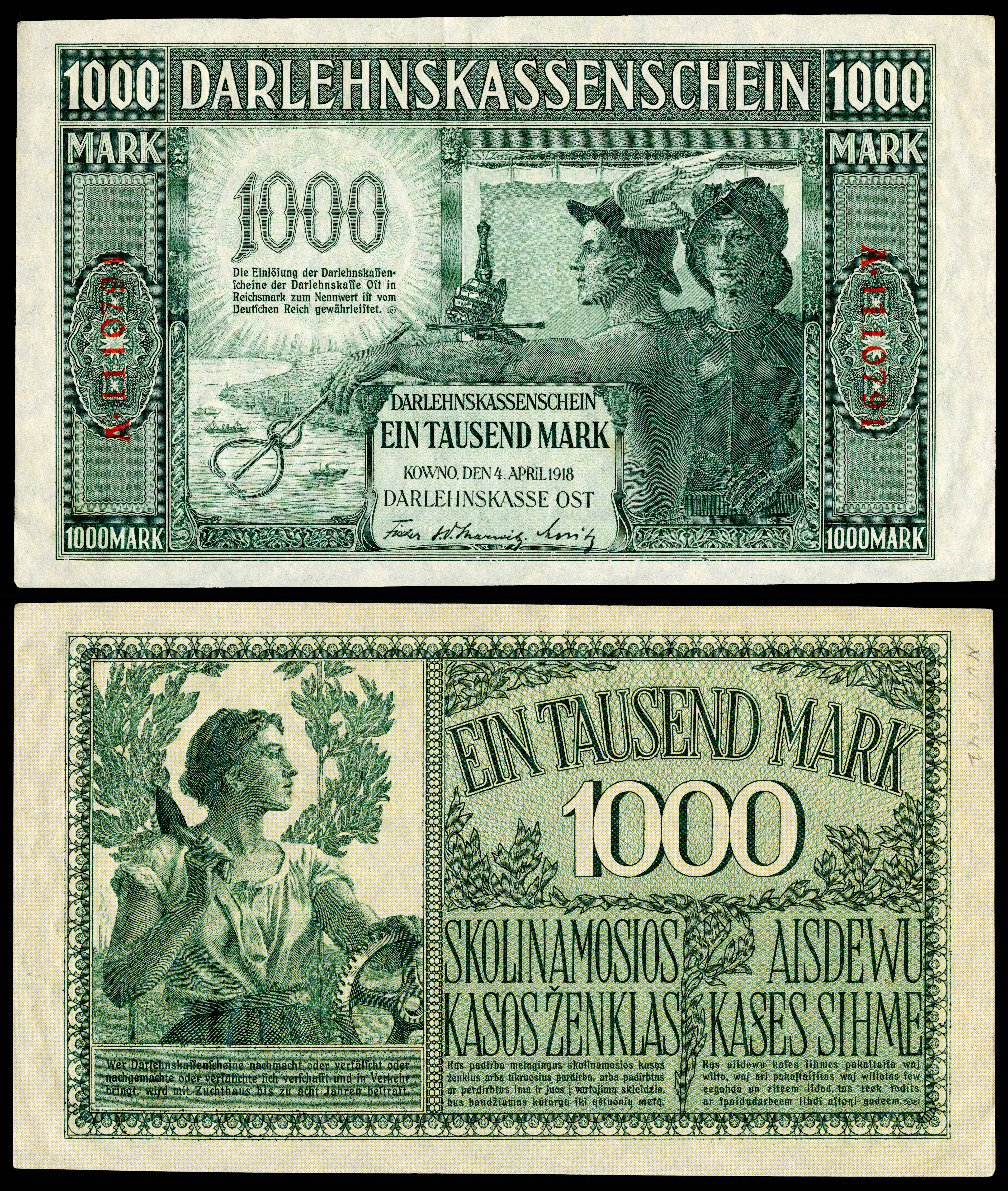
1.000 Oberost-Mark, 1918

Die Oberost-Mark war zwischen 1918 und 1922 eine Währung in den von Deutschland besetzen Gebieten des Baltikums, dem Memelgebiet und Litauens.
Mit den Siegen in der Schlacht bei Tannenberg, der Schlacht an den Masurischen Seen und der Winterschlacht in Masuren hatte das Deutsche Kaiserreich 1914/15 die Gefahr eines russischen Angriffs auf Ostpreußen gebannt und gleichzeitig bedeutende Gebiete des (damals russischen) Baltikums besetzt. Administrativ wurde das Gebiet ab November 1915 vom Stab des Oberbefehlshabers Ost verwaltet und als Ober Ost bezeichnet.
Für das Gebiet Ober Ost wurden auch eine eigene Währung Ost-Mark oder Oberost-Mark und den Ost-Rubel (die das Kriegsende überdauerten) sowie eigene Aufdruck-Briefmarken herausgegeben und dort verwendet.
Hierzu wurden Geldscheine der Darlehenskasse Ost mit den Nennwerten 50 Pfennig, 1 Mark, 2 Mark, 5 Mark, 20 Mark, 50 Mark, 100 Mark und 1000 Mark herausgegeben.
Die Oberost-Mark war an die Mark gebunden und genoss daher hohe Akzeptanz der Bevölkerung. Nach dem Ende des Krieges übernahm der neu entstandene Staat Litauen die Oberost-Mark als Währung. Auch im Memelland fand die Währung neben dem Notgeld der Handelskammer Memel Anwendung. Mit der Deutschen Inflation büßte auch die Oberost-Mark an Wert ein. Im Juni 1922 führte daher die junge Republik Litauen ihre eigene nationale Währung ein, den litauischen Litas. Der Einführungskurs der neuen litauischen Währung lag bei 10 Litas = 1 US-Dollar.
1923 wurde das Memelgebiet durch Litauen besetzt. Zum 1. Juni 1923 wurde daher auch hier der Litas eingeführt.